# Nörd-Lidsträsket
Nörd-Lidsträsket är en sjö i Norsjö kommun i Västerbotten och ingår i Rickleåns huvudavrinningsområde. Sjön har en area på 9,8 kvadratkilometer och ligger 263 meter över havet. Sjön avvattnas av vattendraget Rickleån.

## Delavrinningsområde
Nörd-Lidsträsket ingår i det delavrinningsområde (719746-168880) som SMHI kallar för Utloppet av Nörd-Lidsträsket. Medelhöjden är 287 meter över havet och ytan är 37,51 kvadratkilometer. Räknas de 3 avrinningsområdena uppströms in blir den ackumulerade arean 152,98 kvadratkilometer. Avrinningsområdets utflöde Rickleån mynnar i havet. Avrinningsområdet består mestadels av skog (66 procent). Avrinningsområdet har 10,23 kvadratkilometer vattenytor vilket ger det en sjöprocent på 27,3 procent.